# Thanathorn Juangroongruangkit
Thanathorn Juangroongruangkit (in thailandese ธนาธร จึงรุ่งเรืองกิจ, Thanathon Chuengrungrueangkit, pronuncia IPA: tʰā.nāː.tʰɔ̄ːn t͡ɕɯ̄ŋ.rûŋ.rɯ̄a̯ŋ.kìt) (Bangkok, 25 novembre 1978) è un politico e dirigente d'azienda thailandese.
Nel marzo del 2018 fu uno dei fondatori del Partito del Futuro Nuovo (PFN), disciolto da una sentenze della Corte costituzionale nel febbraio 2020. Nel maggio del 2018 era stato eletto all'unanimità a capo del partito. Dal 2002 al 2018 fu vice-presidente del Thai Summit Grup, la maggiore azienda di auto-ricambi della Thailandia.
Attivo politicamente già quando era studente, è diventato uno dei più strenui oppositori dei governi gestiti dai militari chiedendo riforme della politica, della Costituzione e delle forze armate. Ha inoltre criticato pubblicamente la monarchia nazionale, che è protetta da una delle più severe leggi sulla lesa maestà esistenti al mondo. Offrendo un nuovo modo di fare politica rispetto al precedente bipolarismo tra conservatori e sostenitori del populista ex primo ministro Thaksin Shinawatra e con uno spregiudicato e intelligente utilizzo dei social network, ha raccolto grande consenso tra i giovani e tra le fasce più emarginate della società thailandese, andando incontro a una serie di procedimenti giudiziari a carico suo e del partito considerati da alcuni osservatori internazionali un metodo utilizzato dallo Stato per reprimere le opposizioni.

## Biografia
Thanathorn nacque e crebbe a Bangkok da una famiglia di sino-thailandesi i cui antenati erano della provincia cinese del Fujian. La madre Somporn Juangroongruangkit divenne presidente e amministratore delegato del Thai Summit Group dopo la morte del marito Pattana Juangroongruangkit, padre di Thanatorn, che aveva fondato l'azienda nel 1977. La famiglia Juangroongruangkit ha detenuto anche buona parte delle quote azionarie del Gruppo editoriale Matichon, proprietario tra l'altro dell'omonimo quotidiano Matichon.
Nel momento in cui entrò in politica, Thanathorn diede le dimissioni da dirigente di Matichon e del Thai Summit Group. mentre la madre Somporn vendette le proprie quote di Matichon. Lo zio di Thanathorn, Suriya Juangroongruangkit, fu ministro dei Trasporti tra il 2002 e il 2005, durante il governo di Thaksin Shinawatra, e in tempi più recenti è diventato una figura di rilievo del Partito Palang Pracharath, compagine che ha guidato la coalizione di governo filo-militarista dopo le elezioni del 2019.
Thanathorn è sposato con Rawiphan Juangroongruangkit, con la quale ha avuto 4 figli. Arrabbiato per il colpo di Stato militare del 2006, Thanathorn diede a un proprio figlio il soprannome Demo (in thailandese: เดโม่), in riferimento alla democrazia. I suoi quotidiani stranieri preferiti sono The New York Times, The Economist e Financial Times, tra quelli thailandesi Matichon e Krungthep Turakij (Bangkok Business). È un appassionato di attività all'aria aperta come escursionismo, arrampicata sportiva, maratona, kayaking, ciclismo, subacquea e alpinismo.

### Studi
Dopo essersi diplomato alla scuola Triam Udom Suksa di Bangkok, Thanathorn conseguì un bachelor's degree in ingegneria meccanica in un programma congiunto dell'Università Thammasat e della Università di Nottingham. Nel periodo alla Thammasat fu attivo politicamente, in particolare in supporto alla Costituzione del 1997; nel 1999 divenne presidente dell'Unione studentesca della Thammasat e in seguito vice-segretario della Federazione studenti di Thailandia. Durante il soggiorno a Nottingham frequentò studenti appartenenti al Partito Socialista dei Lavoratori di estrema sinistra, imparando come si organizzavano. Continuò gli studi conseguendo tre master's degree, uno in Politica economica all'Università Chulalongkorn, uno in Finanza globale in un programma congiunto tra la Stern School of Business della New York University e la Hong Kong University of Science and Technology, e uno sulle leggi del commercio internazionale all'Università di San Gallo.
Durante gli studi si impegnò con diverse associazioni di beneficenza e organizzazioni non governative che reclamavano riforme sociali ed economiche in Thailandia, tra le quali "Amici del popolo" e "Assemblea dei poveri". In questo periodo prese parte alle campagne per il risarcimento e i diritti delle popolazioni che avevano subito ingenti danni derivati dalla costruzione della diga Pak Mun, nella provincia di Ubon Ratchathani, ritenendo che il governo avrebbe dovuto rispondere dei propri errori e che i danni fossero frutto delle scelte sbagliate del capitalismo, responsabile della crisi finanziaria asiatica del 1997. La sua famiglia espresse preoccupazioni per la sua adesione al movimento studentesco. Thanathorn fu fin da giovane spesso in conflitto con lo zio Suriya per quanto riguardava il progetto di gasdotto Trans Thai-Malaysia.

### Carriera nell'industria
Al termine degli studi, Thanathorn accettò un'offerta di lavoro delle Nazioni Unite per un progetto di sviluppo in Algeria, ma fu costretto a dare le dimissioni quando al padre fu diagnosticato un tumore e tornò in Thailandia. Nei sei mesi successivi si prese cura del padre e riprese le attività politiche e di beneficenza. Il padre morì nel 2002 e il ventitreenne Thanathorn gli succedette alla guida del Thai Summit Group.
Sotto la sua guida le entrate dell'azienda crebbero tra il 2001 e il 2017 dai 16 agli 80 miliardi di baht. In questo periodo l'azienda divenne un conglomerato internazionale con fabbriche in sette paesi e più di 16 000 dipendenti. Nel 2005, Thanathorn concluse un accordo con l'azienda automobilistica statunitense Tesla per la fornitura di materiale per mezzo milione di auto all'anno. Fu il miglior contratto mai firmato dal Thai Summit Group con vendite per 7,9 miliardi di baht e un profitto di 5,98 miliardi di baht. Grazie a questo accordo, il gruppo aprì delle fabbriche negli Stati Uniti. Nel 2009 il Thai Summit Group acquistò la più grande azienda di stampaggio al mondo, la giapponese Ogihara.
Nel 2008 fu eletto presidente della sezione di Nakhon Nayok della Confindustria thailandese, incarico che ricoprì fino al 2012. Fu il più giovane a essere eletto segretario generale dell'Associazione manifatturieri di auto-ricambi di Thailandia, incarico che gli fu affidato dal 2007 al 2010. Fu anche membro della direzione dello Sviluppo dell'industria per conto dell'Agenzia per lo sviluppo della scienza e tecnologia di Thailandia. Nel maggio 2018 presentò le dimissioni dall'azienda dopo essere stato eletto a capo del Partito del Futuro Nuovo.

### Carriera politica

#### Fondazione del Partito del Futuro Nuovo
Il 15 marzo 2018, insieme a un ex professore di legge costituzionale della Thammasat e ad altre persone con cui condivideva gli ideali, Thanathorn presentò alla Commissione elettorale la domanda di iscrizione del neonato Partito del Futuro Nuovo (in thailandese: อนาคตใหม่). Fu eletto a capo del partito alla prima assemblea ufficiale del maggio successivo. Alla guida del partito portò avanti i propri ideali e si pose diversi obiettivi come il ritorno a un governo di civili e l'allontanamento dei militari dalla vita politica, fare in modo che i politici rispondano dei propri errori, una più equa distribuzione della ricchezza, maggiore decentramento amministrativo e un sistema di previdenza sociale che garantisca la dignità di tutti i cittadini.
Per garantire l'autonomia e la trasparenza di Futuro Nuovo, fu scelto di finanziarlo esclusivamente con le donazioni di membri del partito e sostenitori. Fu posto come obiettivo di raggiungere 350 milioni di baht per finanziare la campagna elettorale in vista delle elezioni del maggio 2019. Data la sua esperienza nel mondo degli affari, la giovane età e la visione politica, la stampa internazionale lo ha paragonato al presidente francese Emmanuel Macron e al primo ministro canadese Justin Trudeau. È stato definito dai media thailandesi il "cittadino comune miliardario", mentre le sue giovani sostenitrici gli hanno assegnato il soprannome "papà".
Il 29 giugno 2018, Thanathorn e altri due membri del partito criticarono la giunta militare al potere, il Consiglio nazionale per la pace e per l'ordine (CNPO), durante un filmato dal vivo mandato in onda su Facebook; il CNPO li denunciò sostenendo che le informazioni trasmesse fossero false e tendessero a compromettere la stabilità del Paese. Il caso sarebbe rimasto fino al marzo del 2020 nelle mani degli inquirenti, che alla fine non li incriminarono per mancanza di prove.

#### Elezioni del 2019, candidato primo ministro e sospensione dalla carica di deputato

Thanathorn in una riunione di partito nel 2019

Dopo quasi 5 anni di dittatura militare, le elezioni si tennero il 24 marzo 2019 e furono le prime dopo il colpo di Stato del 2014 che aveva estromesso dal governo i sostenitori di Thaksin Shinawatra e consegnato il potere alla giunta militare del CNPO guidata dal comandante in capo dell'esercito, generale Prayut Chan-o-cha, che si era fatto eleggere primo ministro. Prayut, che nel frattempo era andato in pensione, si presentò alla consultazione come candidato a primo ministro per il nuovo Partito Palang Pracharath sostenuto dalla giunta militare. Secondo quanto disposto dalla Costituzione del 2017 voluta dalla giunta, Prayut poté contare sul fatto che tutti i 250 senatori sarebbero stati scelti dai militari. Grazie alle regole stabilite dal CNPO, i militari poterono inoltre scegliere i membri della Corte costituzionale e di altre organizzazioni costituzionali come la Commissione elettorale e la Commissione nazionale anti-corruzione.
Le elezioni furono oggetto di grandi critiche in Thailandia e all'estero sia per il modo in cui furono concepite sia per il discutibile modo in cui vennero gestite dalla Commissione elettorale. Secondo i risultati provvisori, il fronte democratico che comprendeva tra gli altri il PNF e il partito Pheu Thai dei sostenitori di Thaksin aveva ottenuto 254 dei 500 seggi alla Camera dei deputati. Il PNF fu votato da 6 330 617 elettori (il 17,80%) e Thanathorn fu tra i deputati eletti, ma subito ebbe inizio una serie di guai giudiziari a suo carico. A inizio aprile fu denunciato con l'accusa di sedizione per aver fornito aiuto nel 2015 a un attivista che aveva infranto il divieto di assembramento di più di 5 persone imposto dalla giunta dopo il golpe. Il 23 di quel mese la Commissione elettorale lo accusò di essere stato azionista dell'azienda V-Luck Media nel periodo in cui si era iscritto alle liste elettorali, un fatto che non era consentito dalla legge e che era incompatibile con lo status di deputato. Thanathorn sostenne di aver venduto le sue azioni alla madre un mese prima di iscriversi alle liste elettorali, ma il 23 maggio, il giorno prima dell'inaugurazione del nuovo Parlamento, la Corte costituzionale aprì un procedimento a suo carico e decretò la sua sospensione dalla carica di deputato in attesa del verdetto. Gli fu concesso di presenziare alla cerimonia inaugurale e prestare il giuramento di rito prima di essere espulso.
Nel frattempo erano stati resi noti i risultati definitivi delle elezioni 45 giorni dopo che si erano tenute, periodo nel quale la Commissione elettorale aveva cambiato i criteri di assegnazione dei seggi sottraendone 10 alla coalizione democratica, la maggior parte dei quali al Partito del Futuro Nuovo, per assegnarli a dei partiti minori che si unirono alla coalizione filo-militare. Il Partito Palang Phacharat e i suoi alleati ottennero così una risicata maggioranza nella Camera bassa grazie alle nuove regole. Il fronte democratico scelse Thanathorn come candidato a primo ministro nonostante fosse stato sospeso, e alla riunione del Parlamento per scegliere il nuovo esecutivo del 5 giugno ottenne 244 voti contro i 500 di Prayut, che venne quindi confermato primo ministro.

#### Problemi giudiziari e dissoluzione del partito
In qualità di deputato, Thanathorn dovette fornire alla Commissione nazionale anti-corruzione i dettagli dei suoi beni e nel settembre del 2019 fu reso noto che era il più ricco dei parlamentari con un patrimonio valutato 5,6 miliardi di baht. Il 20 novembre 2019, la Corte costituzionale riconobbe Thanathorn colpevole di aver violato la legge elettorale, motivo per cui era stata sospesa la sua carica di deputato, e lo privò definitivamente di tale carica. Nel gennaio 2020 fu denunciato con altre 7 persone per aver organizzato il mese prima una manifestazione di protesta anti-governativa a cui parteciparono migliaia di dimostranti, violando la legge che proibiva gli assembramenti. Fu inoltre accusato dai militari di incitare disordini e di voler rovesciare la monarchia. Qualche giorno dopo la Corte costituzionale riconobbe che non vi erano elementi per condannare il partito di voler sovvertire il regime di monarchia costituzionale.
La stessa Corte costituzionale accolse un'altra richiesta della Commissione elettorale e dispose la dissoluzione del partito il 21 febbraio 2020, riconoscendolo colpevole di aver ottenuto un finanziamento illecito mediante donazioni durante la campagna elettorale. In occasione delle elezioni del 2019, Thanathorn aveva prestato personalmente al partito 191,2 milioni di baht e a propria difesa sostenne che il partito aveva già cominciato a rifondergli i soldi prestati, ma la corte stabilì che il finanziamento andava invece considerato una donazione e che era illegale, in quanto la legge elettorale prevedeva un tetto massimo di 10 milioni di baht all'anno per una singola donazione privata. Con questa sentenza Thanathorn e altri 15 membri di Futuro Nuovo furono banditi da ogni attività politica per 10 anni e furono confiscati al partito 181,3 milioni di baht. La sentenza fu resa nota 3 giorni prima del previsto dibattito parlamentare sulla mozione di sfiducia presentata dalle opposizioni contro il governo filo-militare. Secondo un portavoce dell'organizzazione per la difesa dei diritti umani Human Rights Watch, la sentenza ha rappresentato un grave passo indietro degli sforzi di restaurare la democrazia dopo la dittatura militare, indebolendo l'opposizione a beneficio dei militari al potere e cancellando ingiustamente i voti di oltre 6 milioni di thailandesi.
Già prima della sentenza, Thanathorn dichiarò che in caso di dissoluzione del partito avrebbe continuato con i suoi sostenitori il percorso politico fondando un nuovo partito o un movimento sociale che avrebbe agito al di fuori del parlamento. L'8 marzo 2020, 55 dei 56 deputati rimasti annunciarono la loro adesione al nuovo Phak Kao Klai (in thailandese พรรคก้าวไกล, in inglese: Move Forward Party) con l'impegno di proseguire sulla strada tracciata da Futuro Nuovo. Parallelamente Thanathorn diede vita pochi giorni dopo al Movimento progressista, nato con l'impegno a livello sociale di ottenere nuove riforme e modificare la costituzione.
Il 10 marzo 2020, la Commissione elettorale diede corso a una denuncia penale a carico di Thanathorn in relazione alle azioni che aveva detenuto nella V-Luck Media per le quali gli era stata revocata la carica di deputato, il nuovo procedimento potrebbe costargli fino a 10 anni di carcere, una multa pecuniaria e l'inibizione alla vita politica per 20 anni.

#### Reazioni popolari allo scioglimento di Futuro Nuovo
Lo scioglimento del partito fu la scintilla che scatenò la reazione popolare soprattutto tra i giovani; il giorno dopo centinaia di dimostranti si riunirono per contestare la sentenza e fu l'inizio di una lunga serie di manifestazioni anti-governative, le più grandi dal colpo di Stato del 2014. Fra le richieste dei dimostranti vi furono lo scioglimento del Parlamento, la fine delle intimidazioni delle forze dell'ordine contro le opposizioni, profonde modifiche alla Costituzione e una radicale riforma della monarchia che prevedeva pesanti tagli ai privilegi del re, un evento senza precedenti nella storia del Paese. I dimostranti espressero inoltre la convinzione che il connubio tra le forze armate e la monarchia fosse un ostacolo da abbattere per avere una democrazia reale.
Durante le proteste, Thanathorn condivise molte iniziative del movimento, che spesso si ispirò alle sue idee, ma mantenne un certo distacco, mentre i dimostranti svilupparono una propria linea politica indipendente. Diversi parlamentari di Futuro Nuovo usarono invece i propri poteri per fare uscire dalla detenzione i leader delle proteste pagando la cauzione e in generale proteggendo il movimento. In questo periodo Thanathorn aggirò il divieto di partecipare alla vita politica ottenendo la nomina a membro della commissione per il controllo del budget di Stato, con la quale a tutto il mese di settembre del 2020 riuscì a imporre tagli sulle spese per un miliardo di dollari, comprese quelle per l'acquisto da parte delle forze armate di due sottomarini di fabbricazione cinese. In quel periodo infranse anche il tabù di indagare sul budget assegnato alla monarchia.

#### Elezioni amministrative del 2020
Alle elezioni amministrative del 20 dicembre 2020, nelle quali furono elette le amministrazioni delle 76 province della Thailandia, dei distretti e dei sottodistretti, il Phak Kao Klai non si presentò e al suo posto si presentarono i candidati del Movimento Progressista di Thanathorn. Si pensava che la grande partecipazione popolare alle proteste avrebbe contribuito a un ulteriore successo dei rappresentanti del disciolto Partito del Futuro Nuovo, ma il Movimento non riuscì a ottenere il posto di governatore in nessuna provincia. Ottenne comunque un aumento dal 16,2% delle elezioni parlamentari del 2019 al 17%. Il Movimento presentò un candidato a governatore solo in 42 delle 76 province, aggiudicandosi un totale di 57 seggi nei consigli provinciali, e candidati negli enti locali minori in 52 province. Thanatorn e il Movimento rischiarono di essere indagati perché si presentarono alle elezioni pur non essendo un partito politico. Tra le ragioni del parziale insuccesso, vi fu la scarsa affluenza elettorale, il fatto che tradizionalmente le elezioni nelle province thailandesi sono dominate da potenti personaggi locali che promettono favori all'elettorato e che, in queste elezioni, erano legati al governo filo-militare o al Partito Phue Thai di Thaksin. Fu anche ipotizzato che le radicali richieste dei dimostranti riguardanti le riforme della monarchia non fossero ancora state recepite dalla maggior parte del tradizionalista popolo thailandese, soprattutto in quel momento in cui l'economia era allo sbando per la pandemia di COVID-19 e molti thailandesi scoraggiati non se la sentivano di lottare contro le istituzioni.